# ویت‌هارن
ویت‌هارن (به هلندی: Witharen) یک منطقهٔ مسکونی در هلند است که در اومن واقع شده‌است. ویت‌هارن ۵۴۰ نفر جمعیت دارد.